# Mercedes-Benz W203
La Mercedes-Benz W203 è la seconda generazione della Mercedes-Benz Classe C, un'autovettura di fascia medio-alta prodotta dalla casa automobilistica tedesca Mercedes-Benz dal 2000 al 2007.

## Storia e profilo

### Debutto
La seconda generazione della Classe C debutta nel maggio del 2000 al Salone dell'automobile di Ginevra, con l'obiettivo di sostituire la precedente W202. La stampa specializzata era con gli occhi puntati sulla nuova vettura già da quasi un anno e le indiscrezioni già parlavano di un modello assai più ricco e più intrigante nelle linee.

#### Linea ed interni
La W203 si presentava agli occhi del pubblico con nuove linee, molto più dinamiche e sportive di quelle che avevano caratterizzato a suo tempo la W202. Osservando meglio il corpo vettura in generale, non si poteva non notare le diverse affinità stilistiche tra la compatta tedesca e la "sorella maggiore" W220, appartenente alla Classe S. Lo si poteva notare ad esempio nel disegno della fiancata, più morbido, sinuoso ed aggressivo, ma anche nella coda, dotata di fari triangolari dal disegno simile a quello dell'ammiraglia di Stoccarda. Il frontale era invece la parte più caratterizzante: se per alcuni versi ricorda anch'esso quello della W220, seppur vagamente, se ne discostava in realtà per il fatto di essere caratterizzato da gruppi ottici che erano una via di mezzo tra quelli della W220 e quelli sdoppiati della intermedia W210, una sorta di doppi proiettori fusi tra loro. In generale, il corpo vettura è stato disegnato al fine di ottenere un miglior coefficiente di penetrazione aerodinamica, che in questo caso era di soli 0.26.
L'abitacolo della W203 era insolitamente caratterizzato da forme morbide ed arrotondate, in netto contrasto con il tradizionale utilizzo di linee tese. Ciò si ritrovava in particolar modo nei nuovi disegni di volante (multifunzione) e plancia. Il posto guida era molto comodo per il guidatore, di qualunque taglia e statura fosse, poiché le diverse regolazioni di volante e sedili consentivano di ritagliarsi una posizione di guida su misura ed ai massimi livelli quanto ad ergonomia. In generale, l'abitabilità era buona, grazie alle dimensioni del corpo vettura, leggermente aumentate.

#### Struttura e meccanica
La struttura della W203 era stata progettata e realizzata attingendo a quanto già fatto per la W220. La scocca era formata da diverse componenti preposte al raggiungimento di una struttura rigida, ma in grado allo stesso tempo di attuare un efficace assorbimento degli urti. Quest'ultimo aspetto era caratteristico della zona frontale, dove venivano impiegati dei cosiddetti "crash box", ossia degli elementi in acciaio preposti all'assorbimento di piccoli urti.
Lo schema delle sospensioni, a ruote indipendenti su entrambi gli assali, prevedevano un avantreno di tipo MacPherson con tre bracci oscillanti ed un retrotreno multilink. Completavano il quadro delle sospensioni gli ammortizzatori oleopneumatici e le molle elicoidali. L'avantreno ed il gruppo motopropulsore erano sostenuti da un telaietto ausiliario.
L'impianto frenante era a dischi: quelli anteriori erano autoventilanti ed era presente l'ormai immancabile ABS, nonché l'ESP ed il dispositivo di assistenza alla frenata di emergenza. Lo sterzo era invece a cremagliera.

#### Motorizzazioni
Al suo debutto, la W203 era disponibile in quattro motorizzazioni a benzina più due a gasolio con tecnologia common rail. Le due motorizzazioni turbodiesel e le due di base a benzina erano a quattro cilindri in linea, mentre le due motorizzazioni di punta erano dei V6.
La gamma iniziale era la seguente:
- C180, con motore da 2 litri e 129 CV;
- C200 Kompressor, con motore da 2 litri sovralimentato mediante compressore volumetrico e 163 CV di potenza massima;
- C240 V6, con motore V6 da 2.6 litri e 170 CV;
- C320 V6, con motore V6 da 3.2 litri e 218 CV;
- C200 CDI, con motore diesel da 2.1 litri e 115 CV;
- C220 CDI, con motore diesel da 2.1 litri e 143 CV.

La C320 V6 era l'unica a montare un cambio automatico a 5 rapporti con innesti sequenziali One-Touch. Le altre versioni montavano un cambio manuale a 6 marce.

### Evoluzione

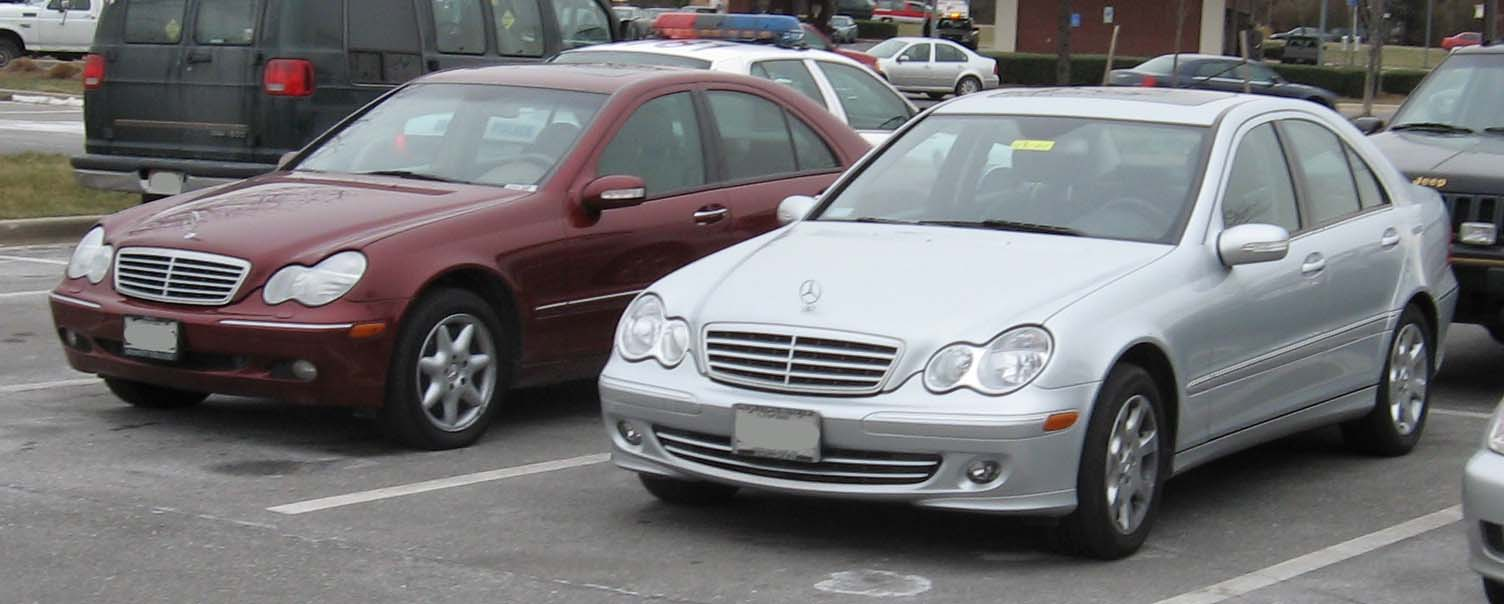
Confronto tra una W203 pre-restyling ed una W203 post-restyling

La W203 cominciò la sua commercializzazione nel maggio del 2000 in tre livelli di allestimento: Classic, Elegance ed Avantgarde. Nel corso dello stesso anno la gamma si arricchì con l'arrivo di due modelli: da una parte la C270 CDI, mossa da un 2.7 turbodiesel della potenza di 170 CV; dall'altra la potente C32 AMG, la prima W203 griffata AMG e dotata di un propulsore V6 da 3.2 litri sovralimentato mediante compressore volumetrico. Tale propulsore era in grado di erogare ben 354 CV.
Nel gennaio del 2001, al Salone di Detroit venne svelata la versione station wagon, nota anche con la sigla S203. Sull'onda del successo della S202, anche questa versione diverrà un best seller.
Sempre nel 2001, viene introdotta una variante depotenziata della C200 CDI, il cui propulsore erogava appena 102 CV. Ma non era prevista per tutti i mercati, bensì solo per alcuni, tra cui non figurava quello italiano. Ed ancora nel 2001, venne introdotta la versione Sportcoupé, realizzata sulla stessa base meccanica e spesso considerata come facente parte della gamma W203, ma che di fatto andava a rivolgersi ad una fetta di clientela ben distinta.
Nel 2002, il modello C180 uscì di produzione, rimpiazzato dalla C180 Kompressor, dotata di un 1.8 con compressore, della potenza di 143 CV. Nello stesso anno, la C200 Kompressor vide il suo motore da 2 litri rimpiazzato dal 1.8 M271 sovralimentato, sempre da 163 CV di potenza massima.
Nel 2003 vi furono altre novità: la C200 Kompressor venne affiancata dalla C200 CGI, dotata dello stesso propulsore, ma con alimentazione ad iniezione diretta. Tale versione non verrà mai proposta nel mercato italiano. Sul fronte dei motori diesel, invece, la C200 CDI vide la sua potenza passare da 115 a 122 CV, mentre la C220 CDI ricevette alcune migliorie volte a migliorarne l'erogazione. Venne inoltre introdotta la C30 CDI AMG, prima (e finora unica) Mercedes-Benz a gasolio rivista dalla piccola azienda di Affalterbach. Tale versione era equipaggiata da un 3 litri turbodiesel common rail da 231 CV.

#### Restyling
Nel 2004 vi fu il restyling di metà carriera: gli aggiornamenti esterni furono molto sobri, limitati a piccoli dettagli. Vennero ridisegnati i paraurti, mentre i cristalli dei fari anteriori divennero trasparenti. Le vere novità si ebbero sottopelle, dove venne montato il 2.2 litri turbodiesel da 150 CV, che fino a quel momento era riservato alla sola W211 (all'epoca in produzione già da due anni). Venne inoltre migliorato il cambio, reso più fluido e meno soggetto ad impuntature. I modelli C240 e C320 furono da quel momento disponibili anche con trazione integrale 4-Matic. Per quanto riguarda invece i veri nuovi arrivi, la versione di punta, la C32 AMG, venne sostituita dall'ancora più prestante C55 AMG, dotata di un poderoso V8 da 5.4 litri in grado di erogare ben 367 CV. Meno esclusiva ma comunque non alla portata di tutti era l'altra nuova entrata nella gamma W203, ossia la C230 Kompressor, il cui propulsore da 1.8 litri sovralimentato era accreditato di 192 CV e permetteva di raggiungere prestazioni non da poco.
La gamma W203, al momento del restyling divenne assai ricca e per il mercato italiano comprendeva:
- C180 K, C200 K e C230 K, con motore 1.8 sovralimentato da 143, 163 e 192 CV;
- C240, con motore V6 da 2.6 litri e 170 CV (volendo, anche con trazione integrale 4-Matic);
- C320, con motore V6 da 3.2 litri e 218 CV (anche con trazione integrale 4-Matic);
- C55 AMG, con motore V8 da 5.4 litri e 367 CV;
- C200 CDI e C220 CDI, con motore 2.2 turbodiesel da 122 e 150 CV;
- C270 CDI, con motore 2.7 turbodiesel da 170 CV;
- C30 CDI AMG, con motore 3.0 turbodiesel da 231 CV.

Nel 2005, si ebbero altre novità: prima di tutto, la C230 Kompressor, dopo un solo anno di produzione venne sostituita dalla C230, equipaggiata da un V6 da 2.5 litri aspirato della potenza di 204 CV. Ed inoltre, la C240 venne tolta di produzione, mentre la C320 venne sostituita dalla C280, mossa da un V6 di 3 litri da 231 CV. Il gap tra quest'ultimo modello e la sportiva C55 AMG venne colmato sempre nel 2005 con l'arrivo della C350, dotata di un V6 da 3.5 litri e 272 CV. Per quanto riguarda i diesel, la C30 CDI AMG e la C270 CDI vennero sostituite da un unico modello, la C320 CDI, della potenza di 224 CV. Infine, nel 2005 venne tolta di produzione la C200 CGI dai mercati dove era prevista.
Con questo nuovo assetto, la gamma rimase invariata fino al marzo del 2007, quando le versioni berlina cedettero il passo alla nuova generazione della Classe C, la W204. Le versioni station wagon rimasero in listino fino al dicembre dello stesso anno, per poi essere anch'esse rimpiazzate dalla familiare S204.

### La station wagon (S203)

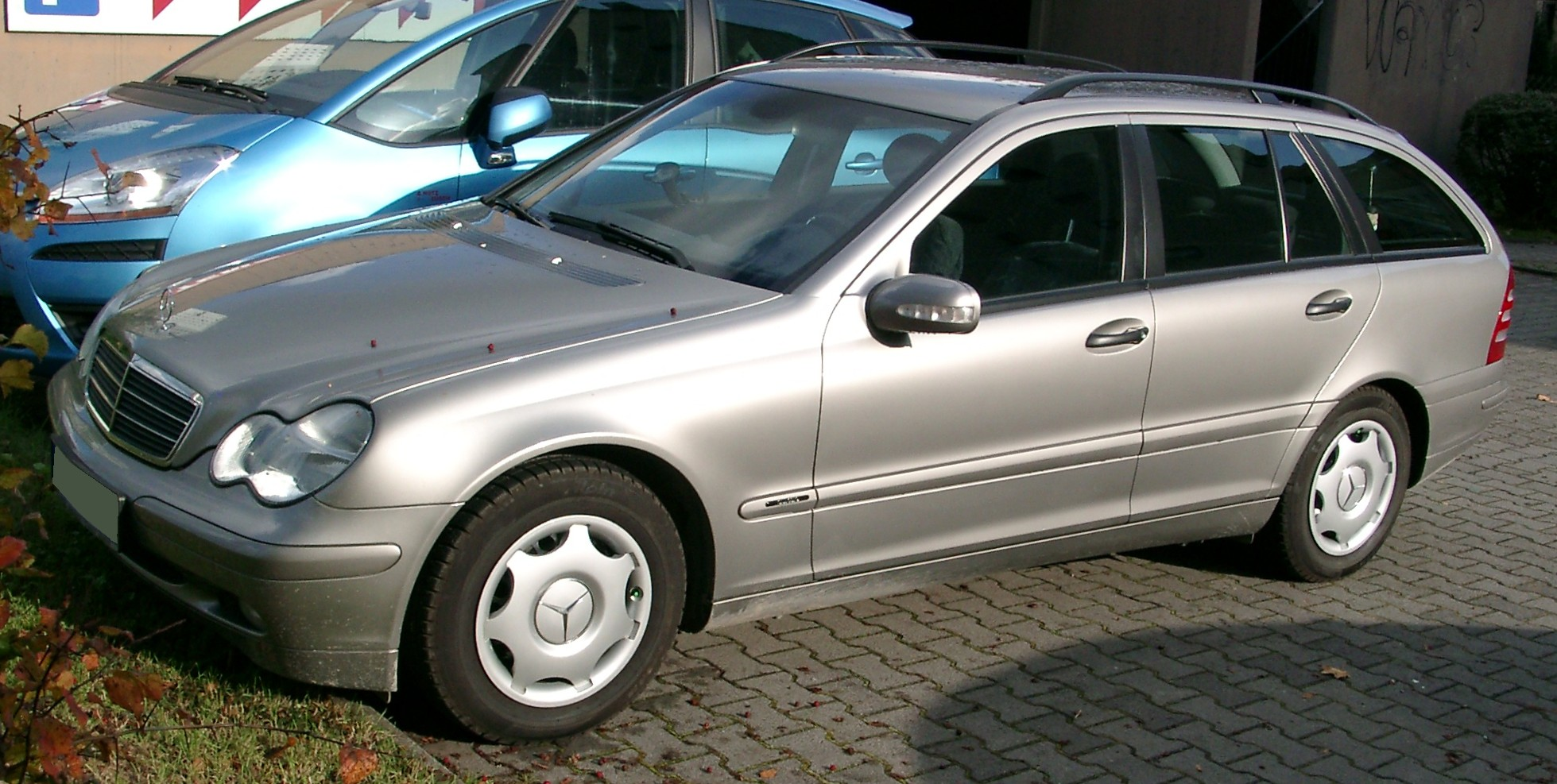
Una W203 station wagon, nota anche come S203

La versione station wagon realizzata sulla base della W203 esordì all'inizio del 2001 al Salone di Detroit. La cornice di tale presentazione fu scelta appositamente per strizzare l'occhio alla clientela d'oltreoceano, da decenni un mercato strategico per la Casa tedesca. Dalla punta del muso fino al montante centrale, la carrozzeria è in pratica la stessa della berlina. Nella zona posteriore, invece, si sviluppa la coda, disegnata in chiave sportiva e caratterizzato da un padiglione che tende ad abbassarsi, sostenuto dai due montanti posteriori, anch'essi piuttosto inclinati. Nonostante ciò, il vano bagagli non era poco capiente, anzi, risultava essere assai modulabile grazie alla possibilità di abbattere lo schienale, anche parzialmente, e di arrivare ad ottenere una capacità di carico che spaziava da 470 litri (con cinque posti disponibili) a 1.384 litri nella configurazione a soli due posti. A richiesta era possibile ottenere un vano di carico supplementare sotto il piano di carico principale, una sorta di doppio fondo. Ma in questo caso non si poteva avere la ruota di scorta, bensì un kit di riparazione pneumatici.
Disponibile nelle stesse motorizzazioni della berlina, comprese anche le sportive griffate AMG, la vettura ottenne un gran successo di vendite, specie con i generosi ed assai elastici motori diesel. La sua produzione si interruppe nel dicembre del 2007, nove mesi dopo la berlina.

## Riepilogo caratteristiche
Di seguito vengono riportate le caratteristiche della principali versioni previste nella gamma W203. I dati si riferiscono alle versioni berlina: le versioni station wagon (S203) si differenziavano per: la massa superiore di circa 50–60 kg; la velocità massima inferiore di circa 5 km/h; l'accelerazione da 0 a 100 km/h coperta in circa 3-4 decimi di secondo in più; i consumi medi più alti di circa mezzo litro ogni 100 km; il prezzo più alto di circa 1.800 Euro. I prezzi sono espressi in Euro e si riferiscono al livello di allestimento meno costoso, tranne che nelle versioni AMG, le quali erano disponibili in un unico allestimento.
Infine, per precisione, le sigle di telaio delle versioni station wagon differiscono da quelle delle corrispondenti versioni berlina per la quarta cifra, che è un 2 anziché uno 0. Così, per esempio, se la C240 berlina aveva la sigla 203.061, la C240 SW aveva la sigla 203.261.
| Modello                                                                                               | Sigla telaio       | Motore                          | Cilindrata cm³     | Alimentazione                      | Potenza CV/rpm     | Coppia Nm/rpm      | Cambio/ N°rapporti | Massa a vuoto (kg) | Velocità max       | Acceler. 0–100 km/h | Consumo medio (l/100 km) | Anni di produzione | Prezzo al debutto In euro |
| Versioni a benzina                                                                                    | Versioni a benzina | Versioni a benzina              | Versioni a benzina | Versioni a benzina                 | Versioni a benzina | Versioni a benzina | Versioni a benzina | Versioni a benzina | Versioni a benzina | Versioni a benzina  | Versioni a benzina       | Versioni a benzina | Versioni a benzina        |
| --- | ------------------ | ------------------------------- | ------------------ | ---------------------------------- | ------------------ | ------------------ | ------------------ | ------------------ | ------------------ | ------------------- | ------------------------ | ------------------ | ------------------------- |
| C180                                                                                                  | 203.035            | M111E20EVO (111.951)            | 1998               | Iniezione elettronica              | 129/5300           | 190/4000           | M/6                | 1.455              | 210                | 11"                 | 9.4                      | 2000-02            | 28.353                    |
| C180 Kompressor                                                                                       | 203.046            | M271E20 (271.946)               | 1796               | Iniez. elett. + compressore        | 143/5200           | 220/ 2500          | M/6                | 1.465              | 223                | 9"7                 | 8.4                      | 2002-07            | 29.680                    |
| C200 Kompressor                                                                                       | 203.045            | M111E20ML (111.955)             | 1998               | Iniez.elett. +compressore          | 163/5300           | 230/ 2500-4800     | M/6                | 1.490              | 230                | 9"3                 | 9.7                      | 2000-02            | 32.433                    |
| C200 Kompressor                                                                                       | 203.042            | M271E18ML (271.940)             | 1796               | Iniez.elett. +compressore          | 163/5500           | 240/ 3000-4000     | M/6                | 1.475              | 234                | 9"1                 | 8.7                      | 2002-07            | 31.420                    |
| C200 CGI1                                                                                             | 203.043            | M271DE18ML (271.942)            | 1796               | Iniez.elett. diretta + compressore | 170/5300           | 250/3500           | M/6                | -                  | 235                | 9"                  | -                        | 2003-05            | -                         |
| C230 Kompressor                                                                                       | 203.040            | M271E18ML/1 (271.948)           | 1796               | Iniez.elett. + compressore         | 192/5800           | 260/3500           | M/6                | 1.490              | 240                | 8"1                 | 9                        | 2004-05            | 34.700                    |
| C230 V6                                                                                               | 203.052            | M272E25 (272.920)               | 2496               | Iniezione elettronica              | 204/6100           | 245/ 2900-5500     | M/6                | 1.530              | 245                | 8"4                 | 9.3                      | 2005-07            | 35.242                    |
| C240 V6                                                                                               | 203.061            | M112E26 (112.912)               | 2597               | Iniezione elettronica              | 170/5500           | 240/4500           | M/6                | 1.535              | 235                | 9"2                 | 10.8                     | 2000-05            | 33.466                    |
| C240 V6 4-Matic                                                                                       | 203.081            | M112E36 (112.916)               | 2597               | Iniezione elettronica              | 170/5500           | 240/4500           | A/5                | 1.640              | 232                | 10"                 | 11.3                     | 2004-05            | 39.830                    |
| C280 V6                                                                                               | 203.054            | M272E30 (272.940)               | 2996               | Iniezione elettronica              | 231/6000           | 300/ 2500-5000     | M/6                | 1.535              | 250                | 7"3                 | 9.3                      | 2005-07            | 36.402                    |
| C280 V6 4-Matic                                                                                       | 203.092            | M272E30 (272.941)               | 2996               | Iniezione elettronica              | 231/6000           | 300/ 2500-5000     | A/5                | 1.640              | 247                | 7"6                 | 9.8                      | 2005-07            | 40.402                    |
| C320 V6                                                                                               | 203.064            | M112E32 (112.946)               | 3199               | Iniezione elettronica              | 218/5700           | 310/ 3000-4600     | A/5                | 1.565              | 245                | 7"8                 | 10.5                     | 2000-04            | 39.612                    |
| C320 V6                                                                                               | 203.064            | M112E32 (112.946)               | 3199               | Iniezione elettronica              | 218/5700           | 310/ 3000-4600     | M/6                | 1.555              | 248                | 7"7                 | 10.9                     | 2004-05            | 40.180                    |
| C320 V6 4-Matic                                                                                       | 203.084            | M112E32 (112.953)               | 3199               | Iniezione elettronica              | 218/5700           | 310/ 3000-4600     | A/5                | 1.650              | 245                | 8"                  | 11.4                     | 2004-05            | 44.120                    |
| C350 V6                                                                                               | 203.056            | M272E35 (272.960)               | 3498               | Iniezione elettronica              | 272/6000           | 350/ 2400-5500     | M/6                | 1.555              | 250                | 6"4                 | 9.5                      | 2005-07            | 42.695                    |
| C350 V6 4-Matic                                                                                       | 203.087            | M272E35 (272.970)               | 3498               | Iniezione elettronica              | 272/6000           | 350/ 2400-5500     | A/5                | 1.655              | 250                | 6"9                 | 10.3                     | 2005-07            | 46.696                    |
| C32 AMG                                                                                               | 203.065            | M112E32ML (112.961)             | 3199               | Iniez.elett. + compressore         | 354/6100           | 450/4400           | A/5                | 1.635              | 250                | 5"2                 | 11.3                     | 2001-04            | 59.370                    |
| C55 AMG                                                                                               | 203.076            | M113E55 (113.988)               | 5439               | Iniezione elettronica              | 367/5750           | 510/4000           | A/5                | 1.635              | 250                | 5"2                 | 11.9                     | 2004-07            | 69.500                    |
| Versioni diesel                                                                                       |                    |                                 |                    |                                    |                    |                    |                    |                    |                    |                     |                          |                    |                           |
| C200 CDI2                                                                                             | 203.007            | OM646DE22LA red. (646.962)      | 2148               | Turbodiesel common rail            | 102/4200           | 235/ 1500-2600     | M/6                | 1.460              | 180                | 14"1                | -                        | 2003-05            | -                         |
| C200 CDI2                                                                                             | 203.004            | OM611DE22LA red. (611.962 red.) | 2148               | Turbodiesel common rail            | 115/4200           | 250/ 1400-2500     | M/6                | 1.460              | 203                | 12"1                | 6.1                      | 2000-03            | 29.024                    |
| C200 CDI2                                                                                             | 203.004            | OM646DE22LA (611.960)           | 2148               | Turbodiesel common rail            | 122/4200           | 270/ 1600-2800     | M/6                | 1.515              | 208                | 11"7                | 6.3                      | 2003-07            | 30.840                    |
| C220 CDI                                                                                              | 203.006            | OM611DE22LA (611.962)           | 2148               | Turbodiesel common rail            | 143/4200           | 315/ 1800-2600     | M/6                | 1.505              | 220                | 10"3                | 6.3                      | 2000-03            | 31.348                    |
| C220 CDI                                                                                              | 203.006            | OM611DE22LA (611.962)           | 2148               | Turbodiesel common rail            | 143/4200           | 340/2000           | M/6                | 1.520              | 220                | 10"3                | 5.9                      | 2003-043           | -                         |
| C220 CDI                                                                                              | 203.008            | OM646DE22LA (646.963)           | 2148               | Turbodiesel common rail            | 150/4200           | 340/2000           | M/6                | 1.540              | 224                | 10"1                | 6.4                      | 2004-07            | 33.260                    |
| C270 CDI                                                                                              | 203.016            | OM612DE27LA (612.962)           | 2685               | Turbodiesel common rail            | 170/4200           | 400/ 1800-2600     | M/6                | 1.585              | 230                | 8"9                 | 6.8                      | 2000-05            | 34.500                    |
| C320 CDI                                                                                              | 203.020            | OM642DE30LA (642.910)           | 2987               | Turbodiesel common rail            | 224/3800           | 415/ 1400-3800     | M/6                | 1.630              | 246                | 8"1                 | 6.9                      | 2005-07            | 41.904                    |
| C30 CDI AMG                                                                                           | 203.018            | OM612DE30LA (612.990)           | 2950               | Turbodiesel common rail            | 231/3800           | 540/ 2000-05       | A/5                | 1.580              | 250                | 6"8                 | 7.6                      | 2003-05            | 50.650                    |
| 1 3 Non per il mercato italiano 2Versione da 102 CV (203.007) non disponibile per il mercato italiano |                    |                                 |                    |                                    |                    |                    |                    |                    |                    |                     |                          |                    |                           |